# Mesolabi
El mesolabi és un instrument o aparell, creat per Eratòstenes. Es tracta d'una espècie d'àbac que serveix per establir mitjanes i proporcions; permetia inserir dos mitjans proporcionals entre dos valors donats. Es pot considerar com una de les primeres calculadores de la història.
El mateix Eratòstenes va considerar molt important aquesta invenció, fins al punt de regalar un exemplar d'ell, amb un text adjunt en què s'explicava el seu ús, a un temple com a ofrena votiva.6 A més, va informar personalment, mitjançant una carta, d'aquest descobriment al rei Ptolemeu III.

## Ús i descripció
Es podia utilitzar, per exemple, per duplicar un cubo.
L'aparell es manipula manualment, i per tempteig, cosa que fa que sempre hi haja un cert error en el seu ús, per això es considera que el resultat té caràcter aproximat.
L'instrument està format per una carcassa de dues barres paral·leles (AB i SD, sent SA = 2a) on s'ubiquen tres triangles rectangles congruents (AET, MZK i NHL) que llisquen cap als costats per ambdues barres, que actuen com a guies.
La posició inicial és:

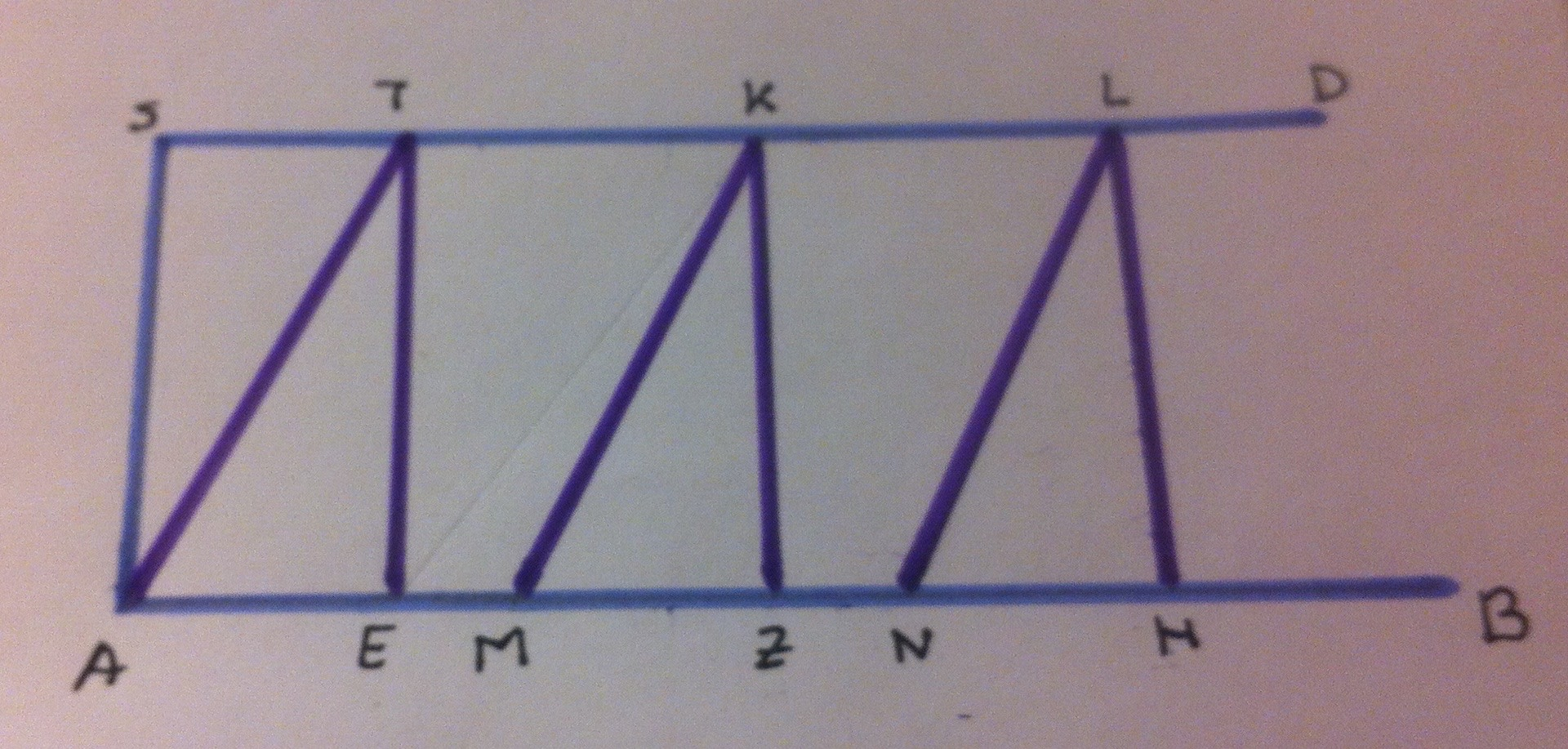

Ara, mantenim AET quiet, mentre llisquem els triangles MZK i NHL a les noves posicions. Anem a anomenar R la intersecció entre (KM) i (ET) i O la intersecció entre (LN) i (KZ).

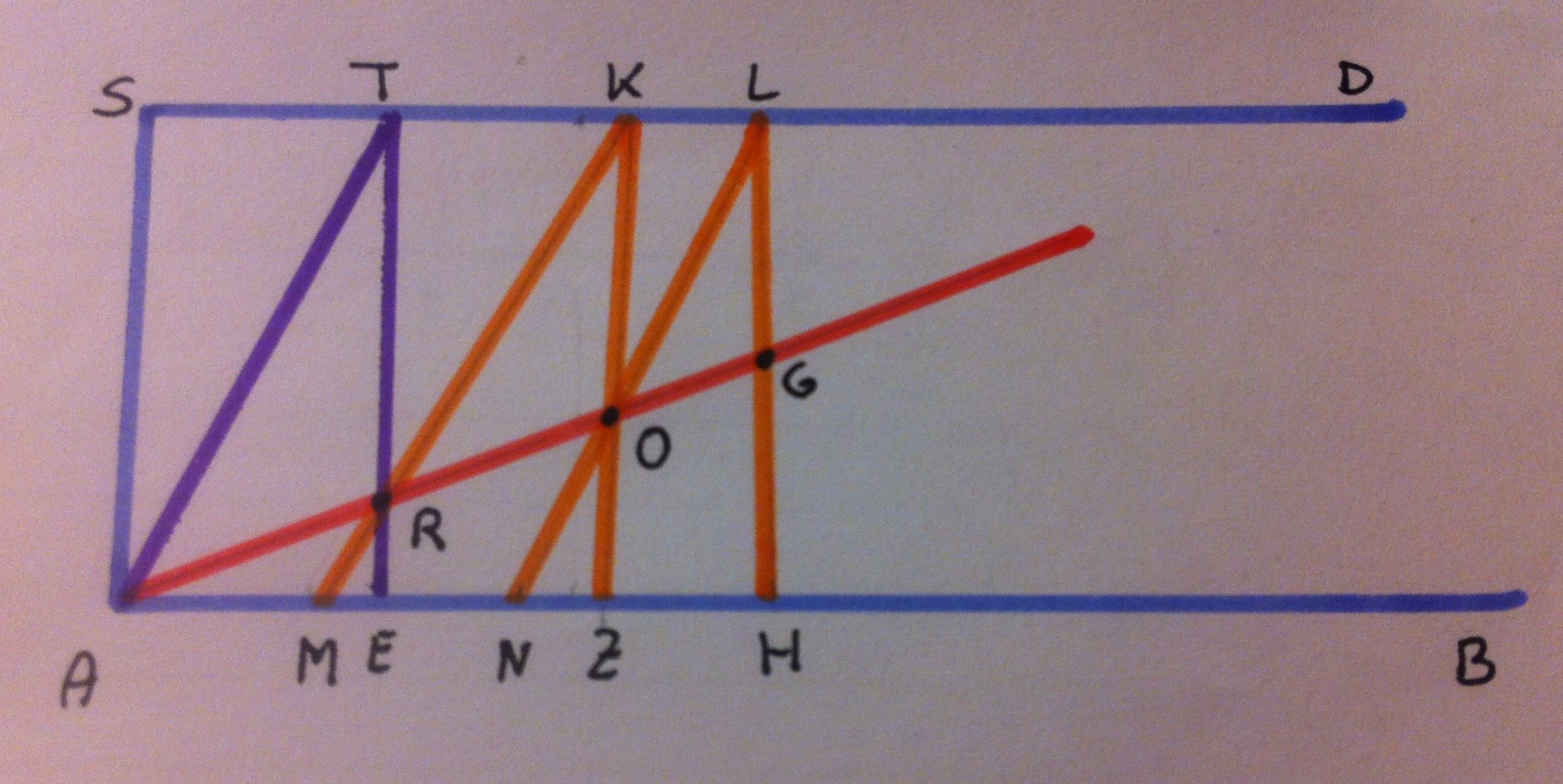

Marquem el punt G tal que, LG = a. Es traça ara la línia (AR). Llisquem els triangles de manera que els punts A, R, O i G estiguin alineats, llavors es compleix que:
{\displaystyle {\frac {LG}{KO}}={\frac {KO}{TR}}={\frac {TR}{SA}}}
on la línia KO coincidirà amb l'aresta del cub doble.
A nivell pràctic, en l'àmbit de la música, va ser utilitzat per primera vegada per Zarlino per a la divisió de la coma sintònica en set parts. Més tard, Salinas ho esmenta per a la divisió de la octava en les dotze parts del temperament igual. Però, per a altres autors, com Mersenne, no hi ha cap mètode, o instrument, aquest instrument, vàlids per a dividir un interval musical a més de tres parts iguales.